# Jan Nawrocki (szermierz)
Jan Leon Nawrocki (ur. 6 września 1913 w Strzyżowie, zm. 19 czerwca 2000 w Zakopanem) – polski szermierz, dwukrotny olimpijczyk.

## Życiorys
Ukończył Gimnazjum Klasyczne w Katowicach (w 1932) i Wydział Weterynaryjny Uniwersytetu Warszawskiego uzyskując dyplom lekarza weterynarii w 1938 i doktora medycyny weterynaryjnej w 1948.
Był wszechstronnym szermierzem. Na Igrzyskach Olimpijskich w 1948 w Londynie walczył w turnieju indywidualnym w szpadzie (odpadł w eliminacjach), a w drużynie w szpadzie (reprezentacja Polski odpadła w ćwierćfinale) i w szabli (drużyna zajęła 5.-8. miejsce). Na następnych Igrzyskach Olimpijskich w 1952 w Helsinkach wystąpił w turnieju drużynowym w szpadzie (Polacy odpadli w eliminacjach).
Nawrocki odniósł wiele sukcesów podczas Akademickich Mistrzostw Świata. Zdobył złote medale w szpadzie (w 1939 i 1946 oraz szabli (1947) i florecie (1947).
Wielokrotnie zdobywał medale mistrzostw Polski. Czterokrotnie był indywidualnym mistrzem Polski w szpadzie (w 1937, 1947, 1948 i 1950). Zdobył w tej broni także brązowe medale w 1939 i 1946. Był srebrnym (w 1946) i brązowym (w 1937) medalistą we florecie. W turniejach drużynowych zdobył złote medale w szabli w 1939, 1948, 1949 i 1950 i w szpadzie w 1950, 1951 i 1952 oraz srebrne w szpadzie w 1948, 1953 i 1955.
Walczył w Śląskim Klubie Szermierczym (1928–1938), AZS Warszawa (1939–1947) i Pogoni Katowice (1948–1957).
Po zakończeniu kariery zawodniczej był działaczem sportowym (m.in. kierownikiem reprezentacji Polski na igrzyskach olimpijskich) i sędzią międzynarodowym.
Napisał m. in książki:
- W szczęku stalowych kling (z Jerzym Mrzygłodem, 1957)
- Maroko - kraj zachodzącego słońca (1980)

Był bratem olimpijki Ireny Nawrockiej.